# Grand Prix de Wallonie 1987
La 28e édition du Grand Prix de Wallonie a eu lieu le 28 mai 1987. Elle a été remportée par le Français Pascal Poisson.

## Classement final
Pascal Poisson remporte la course en parcourant les 215 kilomètres en 5 h 30 min 16 s à la vitesse moyenne de 39,059 km/h. La 3e place n'a pas été décernée à la suite du déclassement de Laurent Fignon contrôlé positif aux amphétamines.
| Classement final, | Classement final,   | Classement final, | Classement final,            | Classement final,  |
|                   | Coureur             | Pays              | Équipe                       | Temps              |
| ----------------- | ------------------- | ----------------- | ---------------------------- | ------------------ |
| 1er               | Pascal Poisson      | France            | Système U                    | en 5 h 30 min 16 s |
| 2e                | Jan Nevens          | Belgique          | Lotto-Merckx-Emerxil         | + 14 s             |
| 3e                | Non décerné         |                   |                              |                    |
| 4e                | Luc Govaerts        | Belgique          | Sefb-Gipiemme                |                    |
| 5e                | Jonas Tegström      | Suède             | Système U                    |                    |
| 6e                | Yvon Madiot         | France            | Système U                    |                    |
| 7e                | Paul Haghedooren    | Belgique          | Sigma Coatings-Cicli Diamant |                    |
| 8e                | Jan Van Camp        | Belgique          | Sigma Coatings-Cicli Diamant |                    |
| 9e                | Claude Criquielion  | Belgique          | Hitachi-Marc-Rossin          |                    |
| 10e               | Christophe Lavainne | France            | Système U                    |                    |
| modifier          |                     |                   |                              |                    |